# Forradalmi Gárda
A Forradalmi Gárda (teljes nevén az Iszlám Forradalom Gárdájának hadserege, perzsa nyelven: سپاه پاسداران انقلاب اسلامی  / Sepāh-e Pāsdārān-e Enqelāb-e Eslāmi, röviden Sepāh) egy fegyveres alakulat Iránban, Irán haderejének egyik szervezeti ága, melynek legfőbb feladata – az iráni alkotmány interpretációja szerint – az iszlám forradalom "vívmányainak megőrzése", a rendfenntartást és a hírszerzési feladatokat is beleértve. 

## Története
A Forradalmi Gárdát 1979. május 5-én hozták létre, az iráni forradalmat követően, azzal a szándékkal, hogy az új rezsimhez lojális politikai erőket egy szervezetbe tömörítsék, mely egyúttal ellensúlyozná a többségében még a régi rendszerhez hű hadsereg befolyását is. 
A Forradalmi Gárda a későbbiekben is megtartotta szervezeti különállását az iráni hadseregtől, személyesen az ország legfelsőbb vallási vezetőjének (az ajatollahnak) az irányítása alá tartozva. Az Irán területén lezajló konfliktusokon kívül a Gárda különleges egységét, az Al-Kudszt rendszeresen bevetették – és bevetik – a Közel-Kelet különböző konfliktusaiban, így a síita milíciákat segítve részt vettek a libanoni polgárháborúban, a szíriai hadsereg támogatóiként részt vesznek a szíriai polgárháborúban és 2014 óta segítik az iraki hadsereget az iszlamisták elleni harcban.

## Szervezeti felépítése
A gárda elsődlegesen nemzetbiztonsági feladatokat lát el, feladata az "ország belső rendjének" fenntartása, valamint a gárda rendelkezik Irán rakéta-arzenálja felett is. Emellett a Forradalmi Gárda egységeit az aszimmetrikus hadviselésre is kiképezik, hogy fel tudja venni a harcot az ország nyugati részén aktív kurd- és keleti részén aktív beludzs fegyveres szervezetekkel. 
A Forradalmi Gárdának saját szárazföldi, tengeri és légiereje van, úgyszintén saját hírszerzéssel is rendelkezik, de az Al-Kudsz egyben Irán elsődleges, külföldre is irányuló, hírszerző szervezetévé nőtte ki magát.
2008-ban a gárdán belül 31 hadosztályt állítottak fel és egy autonóm rakéta-parancsnokságot. A szervezeten belül szolgálatot teljesítő katonák számát 125 000-re becsülik, ebből mintegy 2000–5000 fő az Al-Kudsz alárendeltségébe tartozik. A gárdával szorosan együttműködik a Baszidzs, egy önkéntes paramilitáris alakulat, mely rendfenntartó feladatokkal van megbízva és feladata a vallásos ünnepségek biztosítása, a "nyilvános erkölcsiség" felügyelése és adott esetben az ellenzéki gyülekezések elnyomása. Emellett kiemelt fontossággal bír az Anszar-Ul-Mehdi alakulat, mely a magas rangú állami hivatalnokok, valamint a parlament védelmével van megbízva.